# Five Colleges

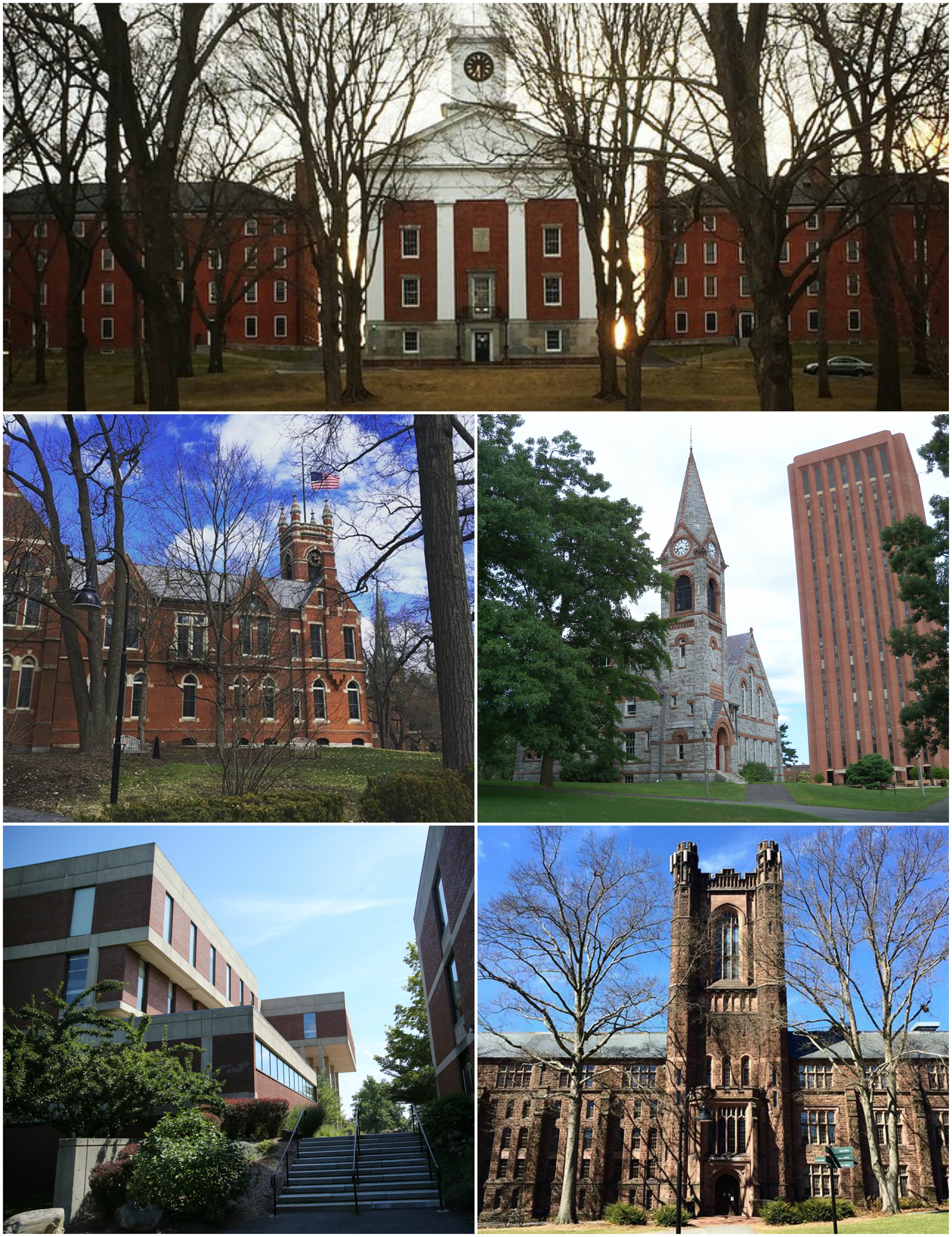
Von oben nach unten: Amherst College, University of Massachusetts Amherst, Mount Holyoke College, Hampshire College, Smith College

Als Five Colleges (engl. für fünf Colleges) werden fünf US-amerikanische Hochschulen im Pioneer Valley im Westen des Bundesstaats Massachusetts zusammengefasst.
Zu den Five Colleges gehören die öffentliche University of Massachusetts Amherst sowie die vier privaten Liberal-Arts-Colleges Amherst College, Hampshire College, Smith College und Mount Holyoke College. Die drei erstgenannten Hochschulen liegen in Amherst, das Smith College in Northampton und das Mount Holyoke College in South Hadley. Nach den Hochschulen wird das Gebiet auch als Five College area (Fünf-College-Gebiet) bezeichnet.
Seit 1965 sind die Hochschulen in dem Konsortium Five Colleges, Incorporated zusammengeschlossen. Die Five Colleges kooperieren fachlich insbesondere dadurch, dass Studenten der beteiligten Hochschulen auch an den anderen vier Hochschulen Veranstaltungen belegen können. Kooperationen gibt es außerdem etwa zwischen den Bibliotheken und durch ein gemeinsames Busnetz der Hochschulen.

## Weblink
- Internetseiten der Five Colleges (englisch)